# Viktor Farkas
Pour les articles homonymes, voir Farkas.
Viktor Farkas né le 30 mai 1945 et décédé le 1er novembre 2011 est un essayiste autrichien.

## Biographie
Farkas est l'auteur de nombreux ouvrages sur les théories du complot.

## Publications
- Das SF-Quizbuch (1986),  (ISBN 3442234530)
- Lasset uns Menschen machen. Schöpfungsmythen beim Wort genommen (mit Peter Krassa, 1986),  (ISBN 3813181375)
- Unerklärliche Phänomene jenseits des Vorstellbaren (1988),  (ISBN 3524690696)
- Esoterik eine verborgene Wirklichkeit (1990),  (ISBN 3524690947)
- Jenseits des Vorstellbaren. Ein Reiseführer durch unsere phantastische Wirklichkeit (1996),  (ISBN 3938516232)
- Wer beherrscht die Welt? (1997),  (ISBN 3701503761)
- Rätselhafte Wirklichkeit. Aus den Archiven des Unerklärlichen (1998)
- Zukunftsfalle - Zukunftschance. Leben und Überleben im Dritten Jahrtausend (2000),  (ISBN 3829575017)
- Neue unerklärliche Phänomene (2001),  (ISBN 3895390739)
- Geheime Bünde & Verschwörungen in der 10 Bändigen Reihe rätselhafte Phänomene (2001)
- Geheimsache Zukunft. Von Atlantis zur hohlen Erde (2001),  (ISBN 3895390747)
- Vertuscht (2002)
- Schatten der Macht. Bedrohen geheime Langzeitpläne unsere Zukunft? (2003),  (ISBN 3930219689)
- Lügen in Krieg und Frieden. Die geheime Macht der Meinungsmacher (2004),  (ISBN 3701504644)
- Mythos Informationsgesellschaft. Was wir aus den Medien nicht erfahren (2005),  (ISBN 3938516143)
- Gnadenlose Macht. Steht die ganze Welt auf dem Spiel?, Kopp Verlag, (2007),  (ISBN 978-3938516591)